# Лапаурі Олександр Олександрович
Лапаурі Олександр Олександрович (15 червня 1926 Москва — 6 серпня 1975, там же) — радянський артист балету, хореограф, балетмейстер, педагог. Соліст балету Большого театру. Заслужений артист РРФСР (1955).

## З біографії
У 1944 році закінчив Московське хореографічне училище (МХУ, педагог М. І. Тарасов). У жовтні того ж року був прийнятий в трупу Большого театру. За два з гаком десятиліття, які танцював в якості соліста Большого театру, виконав більше двох десятків ролей. Але більшу популярність на початку 1960-х років йому принесли його балетні постановки, коли на сцені Большого з'явилися його «Лісова пісня» та «Підпоручик Кіже».
У 1944—1967 — артист балету Большого театру. Майстер дуетно-класичного танцю, був також партнером Галини Уланової та Марини Семенової.

Загинув в автомобільній катастрофі. Похований на Введенському кладовищі.